# Caproni Ca.313
Ca.313 Caproni – włoski samolot rozpoznawczy i bombowy z okresu II wojny światowej. Wyprodukowano 271 maszyn.

## Historia

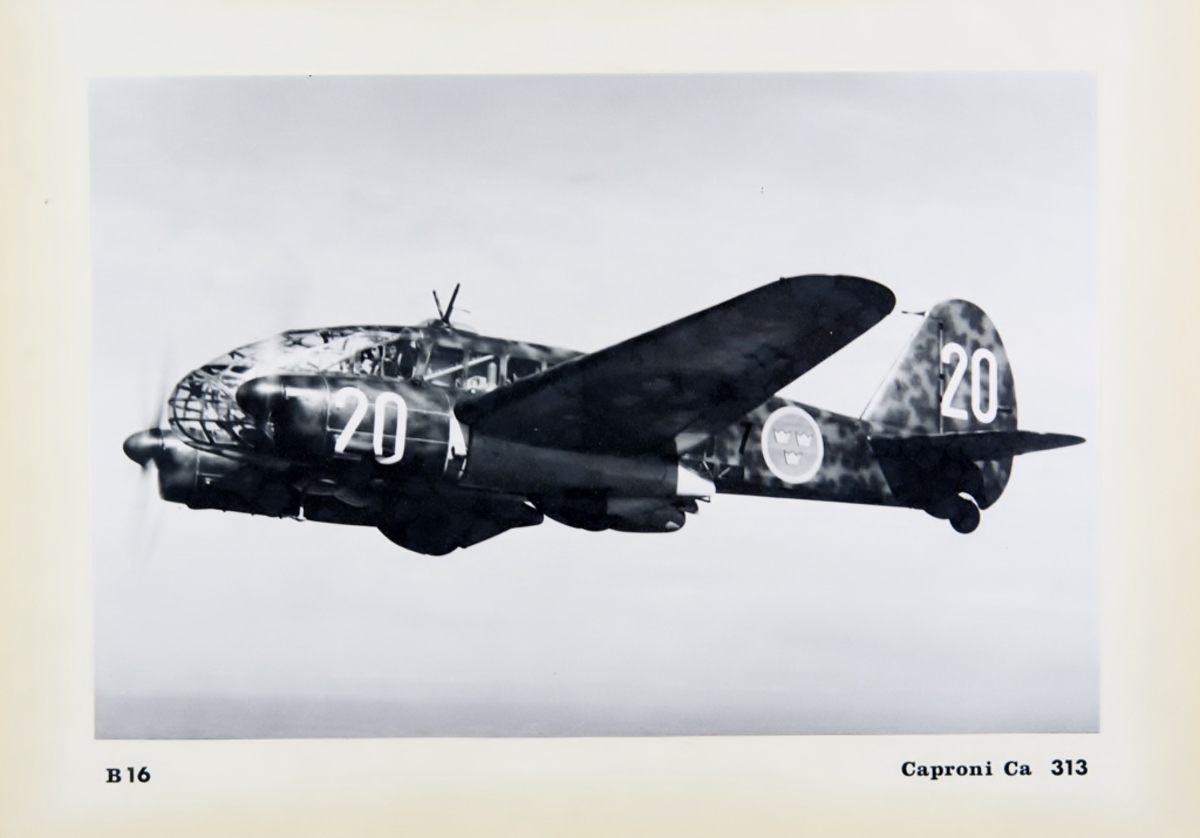
Ca.313 lotnictwa Szwecji

Ca.313 został opracowany pod kierunkiem inżyniera projektanta Cesara Pallavicino. Do budowy samolotu wykorzystano kadłub Ca.310 oraz mocniejsze silniki Isotta Fraschini. Pierwszy lot odbył się 22 grudnia 1939 roku. Zamówienie na samolot złożyły Francja i Wielka Brytania. Zamówiono 200 sztuk. Natomiast Szwecja zamówiła 64 egzemplarze. Jednakże do chwili przystąpienia Włoch do wojny wysłano do Francji zaledwie 5 sztuk Ca.313. Pozostałe samoloty z francuskiego i brytyjskiego zamówienia przejęła Regia Aeronautica.

## Literatura
- Aero, Marshall Cavendish International Ltd., 1984 Londyn Anglia 47-ci Issue